# フロンティア (競走馬)
フロンティア（英:Frontier、2015年4月5日 - ）は、日本の競走馬である。主な勝ち鞍は、2017年の新潟2歳ステークス（GIII）。
半兄に2006年の神戸新聞杯（GII）、きさらぎ賞（GIII）を勝利したドリームパスポート（父:フジキセキ）。馬名の由来は、「未開の地」。

## 経歴

### デビュー前
2016年5月6日、北海道白老郡白老町の社台コーポレーション白老ファームに生まれる。サンデーレーシングが所有し、一口60万円の全40口、総額2400万円という条件で会員に募集された。募集のパンフレットには「馬体（の）バランスは高水準」「マイル適性が高そう」との売り文句が附されている。育成が施されたのち、栗東トレーニングセンターの中内田充正調教師の下に預けられる。

### 競走馬時代
2017年7月1日、中京競馬場の新馬戦（芝1600メートル）に川田将雅を鞍上にデビュー、単勝オッズ2.8倍の1番人気に推された。スタートからハナを奪い、逃げの手を打った。最後の直線にてアドマイヤアルバが外から追い込んできたが、半馬身逃げ切って勝利、新馬戦勝利を果たした。川田は初戦なので多少、物見をしていたが、目いっぱいがんばっていたという。
8月27日、新潟競馬場の新潟2歳ステークス（GIII）に岩田康誠が騎乗、単勝オッズ7.2倍の3番人気に支持された。スタートからハナを奪ったものの2、3番手に控えて進み、先行集団の一員として最後の直線に入った。逃げるコーディエライトやテンクウを外からかわし、差を広げて勝利、2連勝で重賞初勝利となった。岩田は「最後しぶとく長く脚を使ってくれた」と振り返り、「距離は延びても大丈夫」と評価していた。だが、次走のデイリー杯2歳ステークスは1番人気を裏切り4着、暮れの朝日杯フューチュリティステークスでも8着に終わった。
その後、翌年はファルコンステークスで始動し3着に入線するが、結果としてこれが最後に馬券に絡んだレースとなる。続くNHKマイルカップ（GI）は内田博幸を背に参戦したものの13着に敗退。以降重賞やリステッド競走、オープン競走に出走するも、中京記念（GIII）とバーデンバーデンカップ（OP）及びリゲルステークス（L）での4着が最高で、勝利を挙げることができなかった。
2020年8月30日、朱鷺ステークス（L）で9着に敗退。直後に後ろ脚の歩様が悪かったため、X線検査を受けた。検査の結果、左側の骨盤に骨折線が確認され、骨盤骨折が判明し、引退することが決まった。9月4日付でJRAの競走馬登録を抹消。引退後は乗馬となる。

## 競走成績
以下は、netkeiba.comの情報に基づく。
| 競走日     | 競馬場 | 競走名            | 格   | 距離（馬場）  | 頭 数 | 枠 番 | 馬 番 | オッズ （人気） | 着順 | タイム （上り3F） | 着差 | 騎手          | 斤量 [kg] | 1着馬（2着馬）       | 馬体重 [kg] |
| ---------- | ------ | ----------------- | ---- | ------------- | ----- | ----- | ----- | --------------- | ---- | ----------------- | ---- | ------------- | --------- | -------------------- | ----------- |
| 2017.07.01 | 中京   | 2歳新馬           |      | 芝1600m（稍） | 12    | 2     | 2     | 002.80（1人）   | 01着 | R1:38.2（34.4）   | -0.1 | 0川田将雅     | 54        | （アドマイヤアルバ） | 454         |
| 0000.08.27 | 新潟   | 新潟2歳S          | GIII | 芝1600m（良） | 15    | 5     | 8     | 007.20（3人）   | 01着 | R1:34.6（32.9）   | -0.1 | 0岩田康誠     | 54        | （コーディエライト） | 444         |
| 0000.11.11 | 京都   | デイリー杯2歳S    | GII  | 芝1600m（良） | 9     | 2     | 2     | 002.40（1人）   | 04着 | R1:36.9（35.2）   | -0.6 | 0岩田康誠     | 55        | ジャンダルム         | 450         |
| 0000.12.17 | 阪神   | 朝日杯FS          | GI   | 芝1600m（良） | 16    | 1     | 2     | 029.60（6人）   | 08着 | R1:34.4（34.4）   | -1.1 | 0岩田康誠     | 55        | ダノンプレミアム     | 448         |
| 2018.03.17 | 中京   | ファルコンS       | GIII | 芝1400m（良） | 16    | 4     | 8     | 010.40（5人）   | 03着 | R1:22.3（34.6）   | -0.2 | 0川田将雅     | 57        | ミスターメロディ     | 456         |
| 0000.05.06 | 東京   | NHKマイルC        | GI   | 芝1600m（良） | 18    | 2     | 4     | 066.8（12人）   | 13着 | R1:33.8（35.5）   | -1.0 | 0内田博幸     | 57        | ケイアイノーテック   | 462         |
| 0000.07.22 | 中京   | 中京記念          | GIII | 芝1600m（良） | 16    | 3     | 5     | 010.70（7人）   | 04着 | R1:32.6（34.6）   | -0.3 | 0福永祐一     | 53        | グレーターロンドン   | 456         |
| 0000.08.12 | 新潟   | 関屋記念          | GIII | 芝1600m（良） | 15    | 2     | 2     | 008.40（6人）   | 11着 | R1:33.2（35.0）   | -1.6 | 0福永祐一     | 53        | プリモシーン         | 456         |
| 2019.07.14 | 福島   | バーデンバーデンC | OP   | 芝1200m（重） | 16    | 1     | 2     | 017.70（8人）   | 04着 | R1:09.4（34.6）   | -0.1 | 0三浦皇成     | 55        | カラクレナイ         | 480         |
| 0000.08.25 | 新潟   | 朱鷺S             | L    | 芝1400m（良） | 16    | 5     | 10    | 004.30（2人）   | 08着 | R1:22.0（34.5）   | -0.7 | 0福永祐一     | 56        | ストーミーシー       | 474         |
| 0000.10.14 | 京都   | オパールS         | L    | 芝1200m（稍） | 18    | 3     | 5     | 016.50（7人）   | 17着 | R1:10.6（36.5）   | -1.4 | 0藤岡佑介     | 55        | アウィルアウェイ     | 470         |
| 0000.11.10 | 東京   | オーロC           | L    | 芝1400m（良） | 18    | 3     | 6     | 030.9（10人）   | 06着 | R1:20.3（33.0）   | -0.2 | 0大野拓弥     | 55        | テトラドラクマ       | 466         |
| 0000.12.07 | 阪神   | リゲルS           | L    | 芝1600m（良） | 16    | 5     | 9     | 016.20（6人）   | 04着 | R1:33.6（34.0）   | -0.3 | 0藤岡佑介     | 56        | ストロングタイタン   | 472         |
| 2020.02.15 | 京都   | 洛陽S             | L    | 芝1600m（稍） | 13    | 7     | 10    | 010.90（5人）   | 11着 | R1:35.2（35.6）   | -1.0 | 0A.シュタルケ | 55        | ヴァルディゼール     | 480         |
| 0000.08.30 | 新潟   | 朱鷺S             | L    | 芝1400m（良） | 18    | 6     | 11    | 064.4（15人）   | 09着 | R1:21.5（34.9）   | -0.3 | 0岩田望来     | 56        | カテドラル           | 464         |

## 血統表
| フロンティアの血統          | フロンティアの血統                                   | フロンティアの血統          | （血統表の出典）            | （血統表の出典）  |
| 父系                        | サンデーサイレンス系                                 | サンデーサイレンス系        | サンデーサイレンス系        | [ § 2 ]           |
| 父 ダイワメジャー 2001 栗毛 | 父の父*サンデーサイレンス Sunday Silence 1986 青鹿毛 | Halo                        | Hail to Reason              | Hail to Reason    |
| 父 ダイワメジャー 2001 栗毛 | 父の父*サンデーサイレンス Sunday Silence 1986 青鹿毛 | Halo                        | Cosmah                      |                   |
| 父 ダイワメジャー 2001 栗毛 | 父の父*サンデーサイレンス Sunday Silence 1986 青鹿毛 | Wishing Well                | Understanding               | Understanding     |
| 父 ダイワメジャー 2001 栗毛 | 父の父*サンデーサイレンス Sunday Silence 1986 青鹿毛 | Wishing Well                | Mountain Flower             |                   |
| 父 ダイワメジャー 2001 栗毛 | 父の母スカーレットブーケ 1988 栗毛                   | *ノーザンテースト           | Northern Dancer             | Northern Dancer   |
| 父 ダイワメジャー 2001 栗毛 | 父の母スカーレットブーケ 1988 栗毛                   | *ノーザンテースト           | Lady Victoria               |                   |
| 父 ダイワメジャー 2001 栗毛 | 父の母スカーレットブーケ 1988 栗毛                   | *スカーレットインク         | Crimson Satan               | Crimson Satan     |
| 父 ダイワメジャー 2001 栗毛 | 父の母スカーレットブーケ 1988 栗毛                   | *スカーレットインク         | Consentida                  |                   |
| 母 グレースランド 1998 栗毛 | 母の父*トニービン Tonny Bin 1983 鹿毛                | *カンパラ                   | Kalamoun                    | Kalamoun          |
| 母 グレースランド 1998 栗毛 | 母の父*トニービン Tonny Bin 1983 鹿毛                | *カンパラ                   | State Pension               |                   |
| 母 グレースランド 1998 栗毛 | 母の父*トニービン Tonny Bin 1983 鹿毛                | Severn Bridge               | Hornbeam                    | Hornbeam          |
| 母 グレースランド 1998 栗毛 | 母の父*トニービン Tonny Bin 1983 鹿毛                | Severn Bridge               | Priddy Fair                 |                   |
| 母 グレースランド 1998 栗毛 | 母の母ゴールデンサッシュ 1988 栗毛                   | *ディクタス                 | Sanctus                     | Sanctus           |
| 母 グレースランド 1998 栗毛 | 母の母ゴールデンサッシュ 1988 栗毛                   | *ディクタス                 | Dronic                      |                   |
| 母 グレースランド 1998 栗毛 | 母の母ゴールデンサッシュ 1988 栗毛                   | ダイナサッシュ              | *ノーザンテースト           | *ノーザンテースト |
| 母 グレースランド 1998 栗毛 | 母の母ゴールデンサッシュ 1988 栗毛                   | ダイナサッシュ              | *ロイヤルサッシュ           |                   |
| 母系(F-No.)                 | ロイヤルサッシュ系(FN:1-t)                           | ロイヤルサッシュ系(FN:1-t)  | ロイヤルサッシュ系(FN:1-t)  | [ § 3 ]           |
| 5代内の近親交配             | ノーザンテースト 3x4=18.75%                          | ノーザンテースト 3x4=18.75% | ノーザンテースト 3x4=18.75% | [ § 4 ]           |
| 出典                        | 1. 2. 3. 4.                                          | 1. 2. 3. 4.                 | 1. 2. 3. 4.                 | 1. 2. 3. 4.       |